# Polen op de Olympische Zomerspelen 2024
Polen nam deel aan de Olympische Zomerspelen 2024 in Parijs, Frankrijk.

## Medailleoverzicht
| Medaille | Naam | Sport          | Onderdeel               | Datum       |
| -------- | --- | -------------- | ----------------------- | ----------- |
| Goud     | Aleksandra Mirosław | Klimsport      | speed (v)               | 7 augustus  |
|          | |                |                         |             |
| Zilver   | Klaudia Zwolińska | Kanovaren      | K1 (v)                  | 28 juli     |
| Zilver   | Volleybalteam Mateusz Bieniek Tomasz Fornal Marcin Janusz Norbert Huber Łukasz Kaczmarek Bartosz Kurek Jakub Kochanowski Wilfredo León Grzegorz Łomacz Kamil Semeniuk Aleksander Śliwka Paweł Zatorski | Volleybal      | Volleybal (m)           | 10 augustus |
| Zilver   | Julia Szeremeta | Boksen         | Vedergewicht -57 kg (v) | 10 augustus |
| Zilver   | Daria Pikulik | Baanwielrennen | Omnium (v)              | 10 augustus |
|          | |                |                         |             |
| Brons    | Aleksandra Jarecka Alicja Klasik Renata Knapik-Miazga Martyna Swatowska-Wenglarczyk | Schermen       | degen team (v)          | 30 juli     |
| Brons    | Fabian Barański Mateusz Biskup Dominik Czaja Mirosław Ziętarski | Roeien         | Dubbel-vier (m)         | 31 juli     |
| Brons    | Iga Świątek | Tennis         | enkelspel (V)           | 2 augustus  |
| Brons    | Aleksandra Kałucka | Klimsport      | speed (v)               | 7 augustus  |
| Brons    | Natalia Kaczmarek | Atletiek       | 400 m (v)               | 9 augustus  |

## Aantal deelnemers
Hieronder volgt een overzicht van de atleten die zich reeds gekwalificeerd hebben voor de Olympische Zomerspelen van 2024.
| Sport            | Mannen | Vrouwen | Totaal |
| ---------------- | ------ | ------- | ------ |
| Atletiek         | 26     | 32      | 58     |
| Basketbal        | 4      | 0       | 4      |
| Boksen           | 2      | 3       | 5      |
| Boogschieten     | 0      | 1       | 1      |
| Gewichtheffen    | 0      | 1       | 1      |
| Golf             | 1      | 0       | 1      |
| Judo             | 2      | 2       | 4      |
| Kanovaren        | 5      | 10      | 15     |
| Klimsport        | 0      | 2       | 2      |
| Moderne vijfkamp | 2      | 2       | 4      |
| Paardensport     | 5      | 5       | 10     |
| Roeien           | 4      | 2       | 6      |
| Schermen         | 4      | 8       | 12     |
| Schietsport      | 2      | 5       | 7      |
| Schoonspringen   | 1      | 0       | 1      |
| Tafeltennis      | 1      | 3       | 4      |
| Tennis           | 0      | 4       | 4      |
| Triatlon         | 0      | 1       | 1      |
| Volleybal        | 14     | 12      | 26     |
| Wielersport      | 5      | 9       | 14     |
| Worstelen        | 3      | 2       | 5      |
| Zeilen           | 5      | 5       | 10     |
| Zwemmen          | 13     | 8       | 21     |
| totaal           | 99     | 117     | 216    |

## Deelnemers en resultaten

### Atletiek

#### Loopnummers
Mannen
| Atleet | Onderdeel          | Voorronde | Voorronde | Series  | Series | Herkansingen | Herkansingen | Halve finale   | Halve finale   | Finale         | Finale         |
| Atleet | Onderdeel          | Tijd      | Rang      | Tijd    | Rang   | Tijd         | Rang         | Tijd           | Rang           | Tijd           | Rang           |
| --- | ------------------ | --------- | --------- | ------- | ------ | ------------ | ------------ | -------------- | -------------- | -------------- | -------------- |
| Oliwer Wdowik | 100 m              | bye       | bye       | 11,53   | 9      | n.v.t.       | n.v.t.       | Niet geplaatst | Niet geplaatst | Niet geplaatst | Niet geplaatst |
| Albert Komański | 200 m              | n.v.t.    | n.v.t.    | 20,77   | 8 H    |              |              |                |                |                |                |
| Mateusz Borkowski | 800 m              | n.v.t.    | n.v.t.    |         |        |              |              |                |                |                |                |
| Filip Rak | 1500 m             | n.v.t.    | n.v.t.    | 3:38.12 | 11 H   | 3:34.53      | 7            | niet geplaatst | niet geplaatst | niet geplaatst | niet geplaatst |
| Maciej Wyderka | 1500 m             | n.v.t.    | n.v.t.    | 3:38.79 | 12 H   | 3:36.79      | 9            | niet geplaatst | niet geplaatst | niet geplaatst | niet geplaatst |
| Damian Czykier | 110 m horden       | n.v.t.    | n.v.t.    | 13.99   | 8 H    |              |              |                |                |                |                |
| Krzysztof Kiljan | 110 m horden       | n.v.t.    | n.v.t.    | 13.67   | 8 H    |              |              |                |                |                |                |
| Jakub Szymański | 110 m horden       | n.v.t.    | n.v.t.    | 13.75   | 7 H    |              |              |                |                |                |                |
| Maher Ben Hlima | 20 km snelwandelen | n.v.t.    | n.v.t.    | n.v.t.  | n.v.t. | n.v.t.       | n.v.t.       | n.v.t.         | n.v.t.         | 1:22:34        | 29             |
| Artur Brzozowski | 20 km snelwandelen | n.v.t.    | n.v.t.    | n.v.t.  | n.v.t. | n.v.t.       | n.v.t.       | n.v.t.         | n.v.t.         | 1:22:11        | 27             |
| Igor Bogaczyński Kajetan Duszyński Patryk Grzegorzewicz Marcin Karolewski Daniel Sołtysiak Maksymilian Szwed Karol Zalewski | 4x400m             | n.v.t.    | n.v.t.    |         |        | n.v.t.       | n.v.t.       | n.v.t.         | n.v.t.         |                |                |

Vrouwen
| atlete                                                                                               | onderdeel           | voorronde | voorronde | series     | series | herkansingen | herkansingen | halve finale   | halve finale   | finale         | finale         |
| atlete                                                                                               | onderdeel           | tijd      | rang      | tijd       | rang   | tijd         | rang         | tijd           | rang           | tijd           | rang           |
| --- | ------------------- | --------- | --------- | ---------- | ------ | ------------ | ------------ | -------------- | -------------- | -------------- | -------------- |
| Magdalena Stefanowicz                                                                                | 100 m               | bye       | bye       | 11.47      | 7      | n.v.t.       | n.v.t.       | niet geplaatst | niet geplaatst | niet geplaatst | niet geplaatst |
| Ewa Swoboda                                                                                          | 100 m               | bye       | bye       | 10.99      | 1 Q    | n.v.t.       | n.v.t.       | 11.08          | 4              | niet geplaatst | niet geplaatst |
| Martyna Kotwiła                                                                                      | 200 m               | n.v.t.    | n.v.t.    | 23.43      | 6 H    | 23.50        | 4            | niet geplaatst | niet geplaatst | niet geplaatst | niet geplaatst |
| Krystsina Tsimanouskaya                                                                              | 200 m               | n.v.t.    | n.v.t.    | 23.30      | 5 H    | 23.01        | 2            | niet geplaatst | niet geplaatst | niet geplaatst | niet geplaatst |
| Natalia Kaczmarek                                                                                    | 400 m               | n.v.t.    | n.v.t.    | 49.98      | 1 Q    | bye          | bye          |                |                |                |                |
| Justyna Święty-Ersetic                                                                               | 400 m               | n.v.t.    | n.v.t.    | 50.95      | 4 H    |              |              |                |                |                |                |
| Anna Wielgosz                                                                                        | 800 m               | n.v.t.    | n.v.t.    | 2:02.54    | 8 H    | 2:05.77      | 7            | niet geplaatst | niet geplaatst | niet geplaatst | niet geplaatst |
| Klaudia Kazimierska                                                                                  | 1500 m              | n.v.t.    | n.v.t.    |            |        |              |              |                |                |                |                |
| Weronika Lizakowska                                                                                  | 1500 m              | n.v.t.    | n.v.t.    |            |        |              |              |                |                |                |                |
| Aleksandra Płocińska                                                                                 | 1500 m              | n.v.t.    | n.v.t.    |            |        |              |              |                |                |                |                |
| Pia Skrzyszowska                                                                                     | 100 m horden        | n.v.t.    | n.v.t.    |            |        |              |              |                |                |                |                |
| Alicja Konieczek                                                                                     | 3000 m steeplechase | n.v.t.    | n.v.t.    | 9:16.51 NR | 4 Q    | n.v.t.       | n.v.t.       | n.v.t.         | n.v.t.         |                |                |
| Aneta Konieczek                                                                                      | 3000 m steeplechase | n.v.t.    | n.v.t.    | 9:24.43 PB | 9      | n.v.t.       | n.v.t.       | n.v.t.         | n.v.t.         | niet geplaatst | niet geplaatst |
| Kinga Królik                                                                                         | 3000 m steeplechase | n.v.t.    | n.v.t.    | 9:26,61 PB | 8      | n.v.t.       | n.v.t.       | n.v.t.         | n.v.t.         | niet geplaatst | niet geplaatst |
| Aleksandra Lisowska                                                                                  | marathon            | n.v.t.    | n.v.t.    | n.v.t.     | n.v.t. | n.v.t.       | n.v.t.       | n.v.t.         | n.v.t.         |                |                |
| Angelika Mach                                                                                        | marathon            | n.v.t.    | n.v.t.    | n.v.t.     | n.v.t. | n.v.t.       | n.v.t.       | n.v.t.         | n.v.t.         |                |                |
| Katarzyna Zdziebło                                                                                   | 20km snelwandelen   | n.v.t.    | n.v.t.    | n.v.t.     | n.v.t. | n.v.t.       | n.v.t.       | n.v.t.         | n.v.t.         | 1:33:52        | 30             |
| Martyna Kotwiła Magdalena Niemczyk Magdalena Stefanowicz Ewa Swoboda Krystsina Tsimanouskaya         | 4x100m              | n.v.t.    | n.v.t.    |            |        | n.v.t.       | n.v.t.       | n.v.t.         | n.v.t.         |                |                |
| Natalia Kaczmarek Anastazja Kuś Marika Popowicz-Drapała Justyna Święty-Ersetic Alicja Wrona-Kutrzepa | 4x400m              | n.v.t.    | n.v.t.    |            |        | n.v.t.       | n.v.t.       | n.v.t.         | n.v.t.         |                |                |

Gemengd
| atlete                                                                                                | onderdeel   | series  | series | finale  | finale |
| atlete                                                                                                | onderdeel   | tijd    | rang   | tijd    | rang   |
| --- | ----------- | ------- | ------ | ------- | ------ |
| Maksymilian Szwed Karol Zalewski Marika Popowicz-Drapała Justyna Święty-Ersetic Alicja Wrona-Kutrzepa | 4x400m      | 3:11.43 | 5 q    | 3:12.39 | 7      |
| Maher Ben Hlima Olga Chojecka                                                                         | mixed relay | n.v.t.  | n.v.t. |         |        |

#### Technische nummers
Mannen
| atleet            | onderdeel        | kwalificaties | kwalificaties | finale         | finale         |
| atleet            | onderdeel        | afstand       | rang          | afstand        | rang           |
| ----------------- | ---------------- | ------------- | ------------- | -------------- | -------------- |
| Paweł Fajdek      | hamerslingeren   | 76,56 m       | 9 q           | 78,80 m        | 5              |
| Wojciech Nowicki  | hamerslingeren   | 76,32 m       | 10 q          | 77,44 m        | 7              |
| Konrad Bukowiecki | kogelstoten      | 18.83 m       | 28            | niet geplaatst | niet geplaatst |
| Michał Haratyk    | kogelstoten      | 19.94 m       | 19            | niet geplaatst | niet geplaatst |
| Piotr Lisek       | polsstokspringen | 5.60 m        | 15            | niet geplaatst | niet geplaatst |
| Robert Sobera     | polsstokspringen | 5.60 m        | 15            | niet geplaatst | niet geplaatst |
| Marcin Krukowski  | speerwerpen      |               |               |                |                |
| Cyprian Mrzygłód  | speerwerpen      |               |               |                |                |
| Dawid Wegner      | speerwerpen      |               |               |                |                |

Vrouwen
| atlete           | onderdeel      | kwalificaties | kwalificaties | finale         | finale         |
| atlete           | onderdeel      | afstand       | rang          | afstand        | rang           |
| ---------------- | -------------- | ------------- | ------------- | -------------- | -------------- |
| Daria Zabawska   | discuswerpen   | 60,86 m       | 20            | niet geplaatst | niet geplaatst |
| Mariya Zhodzik   | hoogspringen   | 1,83 m        | 28            | niet geplaatst | niet geplaatst |
| Malwina Kopron   | hamerslingeren | 67,68 m       | 23            | niet geplaatst | niet geplaatst |
| Anita Włodarczyk | hamerslingeren | 71,06 m       | 12 q          |                |                |
| Klaudia Kardasz  | kogelstoten    |               |               |                |                |
| Maria Andrejczyk | speerwerpen    |               |               |                |                |
| Nikola Horowska  | verspringen    |               |               |                |                |

#### Meerkamp
| atlete         | onderdeel | onderdeel | 100 h | hs | ks | 200 m | vs | sw | 800 m | totaal | rang |
| -------------- | --------- | --------- | ----- | -- | -- | ----- | -- | -- | ----- | ------ | ---- |
| Adrianna Sułek | zevenkamp | res.      |       |    |    |       |    |    |       |        |      |
| Adrianna Sułek | zevenkamp | pnt.      |       |    |    |       |    |    |       |        |      |

### Basketbal

#### 3x3
Mannen
| Olympiër                                                           | Discipline | Resultaat | Prestatie |
| ------------------------------------------------------------------ | ---------- | --------- | --------- |
| Adrian Bogucki Filip Matczak Michał Sokołowski Przemysław Zamojski | 3x3        | 6         | zie onder |

| Pos | Team             | Wed | W | V | Ptn | PV  | PT  | +/− | Kwalificatie  |
| --- | ---------------- | --- | - | - | --- | --- | --- | --- | ------------- |
| 1   | Letland          | 7   | 7 | 0 | 14  | 147 | 103 | +44 | Halve finales |
| 2   | Nederland        | 7   | 5 | 2 | 12  | 133 | 112 | +21 | Halve finales |
| 3   | Litouwen         | 7   | 4 | 3 | 11  | 134 | 125 | +9  | Play-in       |
| 4   | Servië           | 7   | 4 | 3 | 11  | 129 | 123 | +6  | Play-in       |
| 5   | Frankrijk (G)    | 7   | 3 | 4 | 10  | 131 | 132 | −1  | Play-in       |
| 6   | Polen            | 7   | 2 | 5 | 9   | 116 | 139 | −23 | Play-in       |
| 7   | Verenigde Staten | 7   | 2 | 5 | 9   | 116 | 138 | −22 |               |
| 8   | China            | 7   | 1 | 6 | 8   | 107 | 141 | −34 |               |

| Ronde        | Datum           | Tijd           | Land             | Score          | Land           |                |
| ------------ | --------------- | -------------- | ---------------- | -------------- | -------------- | -------------- |
| groepsfase   | 30 juli 2024    | 22:05          | Polen            | 19 - 21        | Frankrijk      |                |
| groepsfase   | 31 juli 2024    | 22:35          | Verenigde Staten | 17 - 19        | Polen          |                |
| groepsfase   | 1 augustus 2024 | 13:25          | Litouwen         | 21 - 12        | Polen          |                |
| groepsfase   | 1 augustus 2024 | 19:35          | China            | 17 - 22        | Polen          |                |
| groepsfase   | 2 augustus 2024 | 10:35          | Polen            | 17 - 21        | Nederland      |                |
| groepsfase   | 2 augustus 2024 | 22:05          | Servië           | 21 - 12        | Polen          |                |
| groepsfase   | 4 augustus 2024 | 18:00          | Polen            | 16 - 22        | Letland        |                |
|              |                 |                |                  |                |                |                |
| kwartfinale  | 4 augustus 2024 | 21:30          | Litouwen         | 21 - 15        | Polen          |                |
|              |                 |                |                  |                |                |                |
| halve finale | niet geplaatst  | niet geplaatst | niet geplaatst   | niet geplaatst | niet geplaatst | niet geplaatst |
|              |                 |                |                  |                |                |                |
| finale       | niet geplaatst  | niet geplaatst | niet geplaatst   | niet geplaatst | niet geplaatst | niet geplaatst |

### Boksen
Mannen
| atleet             | onderdeel     | eerste ronde         | tweede ronde         | kwartfinale          | halve finale         | finale               | rang           |
| atleet             | onderdeel     | tegenstander uitslag | tegenstander uitslag | tegenstander uitslag | tegenstander uitslag | tegenstander uitslag | rang           |
| ------------------ | ------------- | -------------------- | -------------------- | -------------------- | -------------------- | -------------------- | -------------- |
| Damian Durkacz     | weltergewicht | Kiwan V 0 - 5        | niet geplaatst       | niet geplaatst       | niet geplaatst       | niet geplaatst       | niet geplaatst |
| Mateusz Bereźnicki | zwaargewicht  | n.v.t.               | Marley V 1 - 4       | niet geplaatst       | niet geplaatst       | niet geplaatst       | niet geplaatst |

Vrouwen
| atlete          | onderdeel     | eerste ronde         | tweede ronde         | kwartfinale          | halve finale         | finale               | rang           |
| atlete          | onderdeel     | tegenstander uitslag | tegenstander uitslag | tegenstander uitslag | tegenstander uitslag | tegenstander uitslag | rang           |
| --------------- | ------------- | -------------------- | -------------------- | -------------------- | -------------------- | -------------------- | -------------- |
| Julia Szeremeta | vedergewicht  | Alcalá W 4 - 1       | Rahimi W 5 - 0       | Lozada W 5 - 0       | Petecio              |                      |                |
| Aneta Rygielska | weltergewicht | Eccles W 3 - 2       | Sürmeneli V 1 - 4    | niet geplaatst       | niet geplaatst       | niet geplaatst       | niet geplaatst |
| Elżbieta Wójcik | middelgewicht | n.v.t.               | O'Rouke W 3 - 2      | Bylon V 2 - 3        | niet geplaatst       | niet geplaatst       | niet geplaatst |

### Boogschieten
Vrouwen
| atleet         | onderdeel   | plaatsingsronde | plaatsingsronde | eerste ronde         | tweede ronde         | derde ronde          | kwartfinale          | halve finale         | finale / BM          | finale / BM    |
| atleet         | onderdeel   | score           | rang            | tegenstander uitslag | tegenstander uitslag | tegenstander uitslag | tegenstander uitslag | tegenstander uitslag | tegenstander uitslag | rang           |
| -------------- | ----------- | --------------- | --------------- | -------------------- | -------------------- | -------------------- | -------------------- | -------------------- | -------------------- | -------------- |
| Wioleta Myszor | individueel | 626             | 54              | Bhakat W 6 - 4       | Kaur V 0 - 6         | niet geplaatst       | niet geplaatst       | niet geplaatst       | niet geplaatst       | niet geplaatst |

### Gewichtheffen
Vrouwen
| atlete                       | onderdeel | trekken | trekken | stoten | stoten | totaal | rang |
| atlete                       | onderdeel | score   | rang    | score  | rang   | totaal | rang |
| ---------------------------- | --------- | ------- | ------- | ------ | ------ | ------ | ---- |
| Weronika Zielińska-Stubińska | -81 kg    |         |         |        |        |        |      |

### Golf
| atleet        | onderdeel | eerste ronde | tweede ronde | derde ronde | vierde ronde | totaal | totaal | totaal |
| atleet        | onderdeel | score        | score        | score       | score        | score  | par    | rang   |
| ------------- | --------- | ------------ | ------------ | ----------- | ------------ | ------ | ------ | ------ |
| Adrian Meronk | mannen    | 73           | 71           | 72          | 71           | 287    | +3     | =49    |

### Judo
Mannen
| atleet         | onderdeel | eerste ronde         | tweede ronde         | derde ronde          | kwartfinale          | halve finale         | herkansing           | finale / BM          | finale / BM    |
| atleet         | onderdeel | tegenstander uitslag | tegenstander uitslag | tegenstander uitslag | tegenstander uitslag | tegenstander uitslag | tegenstander uitslag | tegenstander uitslag | rang           |
| -------------- | --------- | -------------------- | -------------------- | -------------------- | -------------------- | -------------------- | -------------------- | -------------------- | -------------- |
| Adam Stodolski | −73 kg    | n.v.t.               | Lombardo V 00 - 10   | niet geplaatst       | niet geplaatst       | niet geplaatst       | niet geplaatst       | niet geplaatst       | niet geplaatst |
| Piotr Kuczera  | −100 kg   | n.v.t.               | Briceño W 10 - 00    | Kotsoiev V 00 - 10   | niet geplaatst       | niet geplaatst       | niet geplaatst       | niet geplaatst       | niet geplaatst |

Vrouwen
| atlete              | onderdeel | eerste ronde         | tweede ronde         | derde ronde          | kwartfinale          | halve finale         | herkansing           | finale / BM          | finale / BM    |
| atlete              | onderdeel | tegenstander uitslag | tegenstander uitslag | tegenstander uitslag | tegenstander uitslag | tegenstander uitslag | tegenstander uitslag | tegenstander uitslag | rang           |
| ------------------- | --------- | -------------------- | -------------------- | -------------------- | -------------------- | -------------------- | -------------------- | -------------------- | -------------- |
| Angelika Szymańska  | −63 kg    | n.v.t.               | Russo W 01 - 00      | Alcaraz V 00 - 01    | niet geplaatst       | niet geplaatst       | niet geplaatst       | niet geplaatst       | niet geplaatst |
| Beata Pacut-Kłoczko | −78 kg    | n.v.t.               | Niragira W 10 - 00   | Steenhuis V 00 - 01  | niet geplaatst       | niet geplaatst       | niet geplaatst       | niet geplaatst       | niet geplaatst |

### Kanovaren

#### Kayak Cross
| atleet            | onderdeel      | tijdrit | tijdrit | ronde 1 | herkansingen | series | kwartfinale    | halve finale   | finale         | finale |
| atleet            | onderdeel      | tijd    | rang    | rang    | rang         | rang   | rang           | rang           | rang           | Rang   |
| ----------------- | -------------- | ------- | ------- | ------- | ------------ | ------ | -------------- | -------------- | -------------- | ------ |
| Grzegorz Hedwig   | KX-1 (mannen)  | 81.42   | 35      | 4 H     | 1 Q          | 2 Q    | 4              | niet geplaatst | niet geplaatst | 16     |
| Mateusz Polaczyk  | KX-1 (mannen)  | 68.11   | 9       | 2 Q     | bye          | 2 Q    | 2 Q            | 4 FB           | 4              | 8      |
| Klaudia Zwolińska | KX-1 (vrouwen) | 75.19   | 18      | 3 H     | 1 Q          | 3      | niet geplaatst | niet geplaatst | niet geplaatst | 22     |

#### Slalom
Mannen
| atleet           | onderdeel  | series | series | series | series | series    | series | halve finale | halve finale | finale         | finale         |
| atleet           | onderdeel  | run 1  | rang   | run 2  | rang   | beste run | rang   | tijd         | rang         | tijd           | rang           |
| ---------------- | ---------- | ------ | ------ | ------ | ------ | --------- | ------ | ------------ | ------------ | -------------- | -------------- |
| Grzegorz Hedwig  | C-1 slalom | 94.08  | 7      | 100.30 | 13     | 94.08     | 8 Q    | 104.24       | 12 Q         | 105.81         | 10             |
| Mateusz Polaczyk | K-1 slalom | 87.89  | 10     | 139.58 | 23     | 87.89     | 13 Q   | 98.49        | 13           | niet geplaatst | niet geplaatst |

Vrouwen
| atlete            | onderdeel  | series | series | series | series | series    | series | halve finale | halve finale | finale         | finale         |
| atlete            | onderdeel  | run 1  | rang   | run 2  | rang   | beste run | rang   | tijd         | rang         | tijd           | rang           |
| ----------------- | ---------- | ------ | ------ | ------ | ------ | --------- | ------ | ------------ | ------------ | -------------- | -------------- |
| Klaudia Zwolińska | C-1 slalom | 106.84 | 6      | 107.89 | 9      | 106.84    | 10 Q   | 123.64       | 17           | niet geplaatst | niet geplaatst |
| Klaudia Zwolińska | K-1 slalom | 96.33  | 5      | 93.03  | 2      | 93.03     | 2 Q    | 99.84        | 2 Q          | 97.53          | Zilver         |

#### Sprint
Mannen
| atlete                         | onderdeel  | series | series | kwartfinale | kwartfinale | halve finale | halve finale | finale | finale |
| atlete                         | onderdeel  | tijd   | rang   | tijd        | rang        | tijd         | rang         | tijd   | rang   |
| ------------------------------ | ---------- | ------ | ------ | ----------- | ----------- | ------------ | ------------ | ------ | ------ |
| Wiktor Głazunow                | C-1 1000 m |        |        |             |             |              |              |        |        |
| Przemysław Korsak Jakub Stepun | K-2 500 m  |        |        |             |             |              |              |        |        |

Vrouwen
| atlete                                                    | onderdeel | series | series | kwartfinale | kwartfinale | halve finale | halve finale | finale | finale |
| atlete                                                    | onderdeel | tijd   | rang   | tijd        | rang        | tijd         | rang         | tijd   | rang   |
| --------------------------------------------------------- | --------- | ------ | ------ | ----------- | ----------- | ------------ | ------------ | ------ | ------ |
| Dorota Borowska                                           | C-1 200 m |        |        |             |             |              |              |        |        |
| Katarzyna Szperkiewicz                                    | C-1 200 m |        |        |             |             |              |              |        |        |
| Dorota Borowska Sylwia Szczerbińska                       | C-2 500 m |        |        |             |             |              |              |        |        |
| Martyna Klatt                                             | K-1 500 m |        |        |             |             |              |              |        |        |
| Dominika Putto                                            | K-1 500 m |        |        |             |             |              |              |        |        |
| Martyna Klatt Helena Wiśniewska                           | K-2 500 m |        |        |             |             |              |              |        |        |
| Karolina Naja Anna Puławska                               | K-2 500 m |        |        |             |             |              |              |        |        |
| Adrianna Kąkol Karolina Naja Anna Puławska Dominika Putto | K-4 500 m |        |        |             |             |              |              |        |        |

### Klimsport

#### Speed
Vrouwen
| Atleet              | Onderdeel | Kwalificatie | Kwalificatie | Ronde 1           | Kwartfinale       | Halve finale      | Finale / BM         | Finale / BM |
| Atleet              | Onderdeel | Tijd         | Rang         | Tegenstander Tijd | Tegenstander Tijd | Tegenstander Tijd | Tegenstander Tijd   | Rang        |
| ------------------- | --------- | ------------ | ------------ | ----------------- | ----------------- | ----------------- | ------------------- | ----------- |
| Aleksandra Kałucka  | vrouwen   | 6.389        | 3            | Tetzlaff W 6.65   | Zhou Y W 6.49     | Mirosław V 6.34   | Sallsabillah W 6.53 | Brons       |
| Aleksandra Mirosław | vrouwen   | 6.06 WR      | 1            | Holder W 6.10     | Pérez W 6.35      | Kałucka W 6.19    | Deng L W 6.10       | Goud        |

### Moderne vijfkamp
Mannen
| atleet           | onderdeel | schermen (degen) | schermen (degen) | schermen (degen) | schermen (degen) | zwemmen (200 m vrije slag) | zwemmen (200 m vrije slag) | zwemmen (200 m vrije slag) | paardrijden (springen) | paardrijden (springen) | paardrijden (springen) | combinatie: schieten/lopen (10 m luchtpistool)/(3200 m) | combinatie: schieten/lopen (10 m luchtpistool)/(3200 m) | combinatie: schieten/lopen (10 m luchtpistool)/(3200 m) | totaal punten | rang |
| atleet           | onderdeel | RR               | BR               | rang             | punten           | tijd                       | rang                       | punten                     | strafpunten            | rang                   | punten                 | tijd                                                    | rang                                                    | punten                                                  | totaal punten | rang |
| ---------------- | --------- | ---------------- | ---------------- | ---------------- | ---------------- | -------------------------- | -------------------------- | -------------------------- | ---------------------- | ---------------------- | ---------------------- | ------------------------------------------------------- | ------------------------------------------------------- | ------------------------------------------------------- | ------------- | ---- |
| Łukasz Gutkowski | mannen    |                  |                  |                  |                  |                            |                            |                            |                        |                        |                        |                                                         |                                                         |                                                         |               |      |
| Kamil Kasperczak | mannen    |                  |                  |                  |                  |                            |                            |                            |                        |                        |                        |                                                         |                                                         |                                                         |               |      |
| Natalia Dominiak | vrouwen   |                  |                  |                  |                  |                            |                            |                            |                        |                        |                        |                                                         |                                                         |                                                         |               |      |
| Anna Maliszewska | vrouwen   |                  |                  |                  |                  |                            |                            |                            |                        |                        |                        |                                                         |                                                         |                                                         |               |      |

### Paardensport

#### Dressuur
| ruiter                                               | paard         | onderdeel   | Grand Prix | Grand Prix | Grand Prix Special | Grand Prix Special | Grand Prix Freestyle | Grand Prix Freestyle | totaal  | totaal |
| ruiter                                               | paard         | onderdeel   | score      | rang       | score              | rang               | technisch            | artistiek            | uitslag | rang   |
| ---------------------------------------------------- | ------------- | ----------- | ---------- | ---------- | ------------------ | ------------------ | -------------------- | -------------------- | ------- | ------ |
| Katarzyna Milczarek                                  | Guapo         | individueel | 66.910     | 9          |                    |                    | niet geplaatst       | niet geplaatst       | 66.910  | 48     |
| Sandra Sysojeva                                      | Maxima Bella  | individueel | 73.416     | 4 q        | 73.893             | 86.257             | 80.075               | 15                   |         |        |
| Aleksandra Szulc                                     | Breakdance    | individueel | 60.078     | 10         | niet geplaatst     | niet geplaatst     | 60.078               | 58                   |         |        |
| Katarzyna Milczarek Sandra Sysojeva Aleksandra Szulc | zie hierboven | team        | 200.404    | 14         | niet geplaatst     | niet geplaatst     |                      |                      | 200.404 | 14     |

#### Eventing
| ruiter                                                      | paard              | onderdeel   | dressuur    | dressuur | cross-country | cross-country | cross-country | springen     | springen       | springen       | springen       | springen       | springen       | totaal         | totaal         |
| ruiter                                                      | paard              | onderdeel   | dressuur    | dressuur | cross-country | cross-country | cross-country | kwalificatie | kwalificatie   | kwalificatie   | finale         | finale         | finale         | totaal         | totaal         |
| ruiter                                                      | paard              | onderdeel   | strafpunten | rang     | strafpunten   | totaal        | rang          | strafpunten  | totaal         | rang           | strafpunten    | totaal         | rang           | strafpunten    | rang           |
| ----------------------------------------------------------- | ------------------ | ----------- | ----------- | -------- | ------------- | ------------- | ------------- | ------------ | -------------- | -------------- | -------------- | -------------- | -------------- | -------------- | -------------- |
| Jan Kamiński                                                | Jard               | individueel | 35.80       | 46       | 200.00        | EL            | EL            | 20.00        | niet geplaatst | niet geplaatst | niet geplaatst | niet geplaatst | niet geplaatst | niet geplaatst | niet geplaatst |
| Małgorzata Korycka                                          | Canvalencia        | individueel | 39.40       | 57       | 21.20         | 60.60         | 44            | 10.00        | 70.60          | 39             | niet geplaatst | niet geplaatst | niet geplaatst | 70.60          | 39             |
| Robert Powała                                               | Tosca del Castegno | individueel | 34.70       | 39       | 60.00         | 94.70         | 54            | 1.60         | 96.30          | 48             | niet geplaatst | niet geplaatst | niet geplaatst | 96.30          | 48             |
| Wiktoria Knap                                               | Quintus 134        | n.v.t.      | n.v.t.      | n.v.t.   | n.v.t.        | n.v.t.        | n.v.t.        | 22.80        | n.v.t.         | n.v.t.         | n.v.t.         | n.v.t.         | n.v.t.         | n.v.t.         | n.v.t.         |
| Jan Kamiński Wiktoria Knap Małgorzata Korycka Robert Powała | zie hierboven      | team        | 109.90      | 15       | 281.20        | 391.10        | 16            | 54.40        | 445.40         | 16             | n.v.t.         | n.v.t.         | n.v.t.         | 445.40         | 16             |

#### Jumping
| ruiter                                             | paard          | onderdeel   | kwalificatie | kwalificatie | finale         | finale         | finale         |
| ruiter                                             | paard          | onderdeel   | strafpunten  | rang         | strafpunten    | tijd           | rang           |
| -------------------------------------------------- | -------------- | ----------- | ------------ | ------------ | -------------- | -------------- | -------------- |
| Dawid Kubiak                                       | Flash Blue B   | individueel |              |              |                |                |                |
| Adam Grzegorzewski                                 | ISSEM          | individueel |              |              |                |                |                |
| Maksymilian Wechta                                 | Chepettano     | individueel |              |              |                |                |                |
| Dawid Kubiak Adam Grzegorzewski Maksymilian Wechta | ziee hierboven | team        | 234.45       | 17           | niet geplaatst | niet geplaatst | niet geplaatst |

### Roeien
Mannen
| atleet                                                          | onderdeel   | series  | series | herkansingen | herkansingen | kwartfinale | kwartfinale | halve finale | halve finale | finale  | finale |
| atleet                                                          | onderdeel   | tijd    | rang   | tijd         | rang         | tijd        | rang        | tijd         | rang         | tijd    | rang   |
| --------------------------------------------------------------- | ----------- | ------- | ------ | ------------ | ------------ | ----------- | ----------- | ------------ | ------------ | ------- | ------ |
| Fabian Barański Mateusz Biskup Dominik Czaja Mirosław Ziętarski | dubbel-vier | 5:44.39 | 2 FA   | bye          | bye          | n.v.t.      | n.v.t.      | n.v.t.       | n.v.t.       | 5:44.59 | Brons  |

Vrouwen
| atleet                         | onderdeel         | series  | series | herkansingen | herkansingen | kwartfinale | kwartfinale | halve finale | halve finale | finale  | finale |
| atleet                         | onderdeel         | tijd    | rang   | tijd         | rang         | tijd        | rang        | tijd         | rang         | tijd    | rang   |
| ------------------------------ | ----------------- | ------- | ------ | ------------ | ------------ | ----------- | ----------- | ------------ | ------------ | ------- | ------ |
| Martyna Radosz Katarzyna Wełna | lichte dubbeltwee | 7:11.14 | 4 H    | 7:16.26      | 1 HA/B       | n.v.t.      | n.v.t.      | 7:06.69      | 4 FB         | 7:08.47 | 9      |

Legenda: FA=finale A (medailles); FB=finale B (geen medailles); FC=finale C (geen medailles); FD=finale D (geen medailles); FE=finale E (geen medailles); FF=finale F (geen medailles); HA/B=halve finale A/B; HC/D=halve finale C/D; HE/F=halve finale E/F; KF=kwartfinale; H=herkansing

### Schermen
Mannen
| atleet                                                            | onderdeel   | eerste ronde         | tweede ronde         | derde ronde          | kwartfinale          | halve finale                       | finale / BM                           | finale / BM    |
| atleet                                                            | onderdeel   | tegenstander uitslag | tegenstander uitslag | tegenstander uitslag | tegenstander uitslag | tegenstander uitslag               | tegenstander uitslag                  | rang           |
| ----------------------------------------------------------------- | ----------- | -------------------- | -------------------- | -------------------- | -------------------- | ---------------------------------- | ------------------------------------- | -------------- |
| Jan Jurkiewicz                                                    | floret      | Heroui W 15 - 8      | Hamza V 14 - 15      | niet geplaatst       | niet geplaatst       | niet geplaatst                     | niet geplaatst                        | niet geplaatst |
| Michał Siess                                                      | floret      | bye                  | Choupenitch V 3 - 15 | niet geplaatst       | niet geplaatst       | niet geplaatst                     | niet geplaatst                        | niet geplaatst |
| Adrian Wojtkowiak                                                 | floret      | Tofalides V 10 - 15  | niet geplaatst       | niet geplaatst       | niet geplaatst       | niet geplaatst                     | niet geplaatst                        | niet geplaatst |
| Jan Jurkiewicz Andrzej Rządkowski* Michał Siess Adrian Wojtkowiak | floret team | n.v.t.               | n.v.t.               | n.v.t.               | Italië V 39 - 45     | Klassificatie 5-8 Egypte W 45 - 36 | Wedstrijd om plaats 5 China V 30 - 45 |                |

Vrouwen
| atleet                                                                              | onderdeel   | eerste ronde         | tweede ronde         | derde ronde          | kwartfinale                | halve finale                       | finale / BM                               | finale / BM    |
| atleet                                                                              | onderdeel   | tegenstander uitslag | tegenstander uitslag | tegenstander uitslag | tegenstander uitslag       | tegenstander uitslag               | tegenstander uitslag                      | rang           |
| ----------------------------------------------------------------------------------- | ----------- | -------------------- | -------------------- | -------------------- | -------------------------- | ---------------------------------- | ----------------------------------------- | -------------- |
| Alicja Klasik                                                                       | degen       | bye                  | Rizzi W 12 - 11      | Differt V 10 - 11    | niet geplaatst             | niet geplaatst                     | niet geplaatst                            | niet geplaatst |
| Renata Knapik-Miazga                                                                | degen       | bye                  | Vitalis V 9 - 15     | niet geplaatst       | niet geplaatst             | niet geplaatst                     | niet geplaatst                            | niet geplaatst |
| Martyna Swatowska-Wenglarczyk                                                       | degen       | bye                  | Song S-r V 11 - 15   | niet geplaatst       | niet geplaatst             | niet geplaatst                     | niet geplaatst                            | niet geplaatst |
| Aleksandra Jarecka Alicja Klasik Renata Knapik-Miazga Martyna Swatowska-Wenglarczyk | degen team  | n.v.t.               | n.v.t.               | n.v.t.               | Verenigde Staten W 31 - 29 | Frankrijk V 39 - 45                | China W 32 - 31                           | Brons          |
| Martyna Jelińska                                                                    | floret      | Zekrani W 15 - 3     | Kiefer V 13 - 15     | niet geplaatst       | niet geplaatst             | niet geplaatst                     | niet geplaatst                            | niet geplaatst |
| Hanna Łyczbińska                                                                    | floret      | bye                  | Volpi V 11 - 15      | niet geplaatst       | niet geplaatst             | niet geplaatst                     | niet geplaatst                            | niet geplaatst |
| Julia Walczyk-Klimaszyk                                                             | floret      | bye                  | Thibus W 15 - 12     | Harvy V 6 - 15       | niet geplaatst             | niet geplaatst                     | niet geplaatst                            | niet geplaatst |
| Martyna Jelińska Hanna Łyczbińska Martyna Synoradzka* Julia Walczyk-Klimaszyk       | floret team | n.v.t.               | n.v.t.               | n.v.t.               | Japan V 30 -45             | Klassificatie 5-8 Egypte W 45 - 21 | Wedstrijd om plaats 5 Frankrijk V 44 - 45 | 6              |

### Schietsport
Mannen
| atleet            | onderdeel               | kwalificaties | kwalificaties | finale         | finale         |
| atleet            | onderdeel               | punten        | rang          | punten         | rang           |
| ----------------- | ----------------------- | ------------- | ------------- | -------------- | -------------- |
| Tomasz Bartnik    | 10 m luchtgeweer        | 626.1         | 36            | niet geplaatst | niet geplaatst |
| Tomasz Bartnik    | 50 m geweer 3 houdingen | 591           | 6 Q           | 408.8          | 7              |
| Maciej Kowalewicz | 10 m luchtgeweer        | 627.8         | 25            | niet geplaatst | niet geplaatst |
| Maciej Kowalewicz | 50 m geweer 3 houdingen | 579           | 37            | niet geplaatst | niet geplaatst |

Vrouwen
| atlete             | onderdeel               | kwalificaties | kwalificaties | finale         | finale         |
| atlete             | onderdeel               | punten        | rang          | punten         | rang           |
| ------------------ | ----------------------- | ------------- | ------------- | -------------- | -------------- |
| Julia Piotrowska   | 10 m luchtgeweer        | 629.3         | 13            | niet geplaatst | niet geplaatst |
| Aneta Stankiewicz  | 10 m luchtgeweer        | 627.4         | 21            | niet geplaatst | niet geplaatst |
| Natalia Kochańska  | 50 m geweer 3 houdingen | 589           | 6 Q           | 418.5          | 6              |
| Aleksandra Pietruk | 50 m geweer 3 houdingen | 582           | 20            | niet geplaatst | niet geplaatst |
| Klaudia Breś       | 10 m luchtpistool       | 573           | 14            | niet geplaatst | niet geplaatst |
| Klaudia Breś       | 25 m pistool            | 573           | 29            | niet geplaatst | niet geplaatst |

Gemengd
| atleten                            | onderdeel             | kwalificaties | kwalificaties | finale         | finale         |
| atleten                            | onderdeel             | punten        | rang          | punten         | rang           |
| ---------------------------------- | --------------------- | ------------- | ------------- | -------------- | -------------- |
| Tomasz Bartnik Aneta Stankiewicz   | 10 m luchtgeweer team | 626.9         | 19            | niet geplaatst | niet geplaatst |
| Maciej Kowalewicz Julia Piotrowska | 10 m luchtgeweer team | 623.7         | 23            | niet geplaatst | niet geplaatst |

### Schoonspringen
Mannen
| atleet             | onderdeel  | series | series | halve finale | halve finale | finale | finale |
| atleet             | onderdeel  | punten | rang   | punten       | rang         | punten | rang   |
| ------------------ | ---------- | ------ | ------ | ------------ | ------------ | ------ | ------ |
| Robert Łukaszewicz | 10 m toren |        |        |              |              |        |        |

### Tafeltennis
Mannen
| atleet           | onderdeel | voorronde            | eerste ronde         | tweede ronde         | derde ronde          | kwartfinale          | halve finale         | finale / BM          | finale / BM    |
| atleet           | onderdeel | tegenstander uitslag | tegenstander uitslag | tegenstander uitslag | tegenstander uitslag | tegenstander uitslag | tegenstander uitslag | tegenstander uitslag | rang           |
| ---------------- | --------- | -------------------- | -------------------- | -------------------- | -------------------- | -------------------- | -------------------- | -------------------- | -------------- |
| Miłosz Redzimski | enkelspel | bye                  | El-Beiali W 4 - 0    | Lind V 3 - 4         | niet geplaatst       | niet geplaatst       | niet geplaatst       | niet geplaatst       | niet geplaatst |

Vrouwen
| atleet                                          | onderdeel | voorronde            | eerste ronde         | tweede ronde         | derde ronde          | kwartfinale          | halve finale         | finale / BM          | finale / BM    |
| atleet                                          | onderdeel | tegenstander uitslag | tegenstander uitslag | tegenstander uitslag | tegenstander uitslag | tegenstander uitslag | tegenstander uitslag | tegenstander uitslag | rang           |
| ----------------------------------------------- | --------- | -------------------- | -------------------- | -------------------- | -------------------- | -------------------- | -------------------- | -------------------- | -------------- |
| Natalia Bajor                                   | enkelspel | bye                  | Sawettabut W 4 - 3   | Yu W 4 - 3           | Cheng I-c V 0 - 4    | niet geplaatst       | niet geplaatst       | niet geplaatst       | niet geplaatst |
| Katarzyna Węgrzyn                               | enkelspel | Dheema Ali W 4 - 0   | Bergström V 1 - 4    | niet geplaatst       | niet geplaatst       | niet geplaatst       | niet geplaatst       | niet geplaatst       | niet geplaatst |
| Natalia Bajor Katarzyna Węgrzyn Zuzanna Wielgos | team      | n.v.t.               | n.v.t.               | n.v.t.               | Japan V 0 -3         | niet geplaatst       | niet geplaatst       | niet geplaatst       | niet geplaatst |

### Tennis
Vrouwen
| atleet                      | onderdeel  | eerste ronde            | tweede ronde                    | derde ronde          | kwartfinale                              | halve finale         | finale / BM          | finale / BM    |
| atleet                      | onderdeel  | tegenstander uitslag    | tegenstander uitslag            | tegenstander uitslag | tegenstander uitslag                     | tegenstander uitslag | tegenstander uitslag | rang           |
| --------------------------- | ---------- | ----------------------- | ------------------------------- | -------------------- | ---------------------------------------- | -------------------- | -------------------- | -------------- |
| Magdalena Fręch             | enkelspel  | Tomova V 4-6, 6-7[4-7]  | niet geplaatst                  | niet geplaatst       | niet geplaatst                           | niet geplaatst       | niet geplaatst       | niet geplaatst |
| Magda Linette               | enkelspel  | AIN Andreeva W 6-3, 6-4 | Paolini V 4-6, 1-6              | niet geplaatst       | niet geplaatst                           | niet geplaatst       | niet geplaatst       | niet geplaatst |
| Iga Świątek                 | enkelspel  | Begu W 6-2, 7-5         | Parry W 6-1, 6-1                | Wang X W 6-3, 6-4    | Collins W 6-1, 2-6, 4-1 (opgave Collins) | Zheng Q V 2-6, 5-7   | Schmiedlová          | Brons          |
| Caroline Garcia Diane Parry | dubbelspel | n.v.t.                  | Kostyuk - Yastremska V 4-6, 1-6 | niet geplaatst       | niet geplaatst                           | niet geplaatst       | niet geplaatst       | niet geplaatst |

### Triatlon
Individueel
| Atleet         | Evenement | Zwemmen(1.5 km) | Rang 1 | Fietsen (40 km) | Rang 2 | Lopen(10 km) | Totaal Tijd | Ranking |
| -------------- | --------- | --------------- | ------ | --------------- | ------ | ------------ | ----------- | ------- |
| Roksana Słupek | Vrouwen   | 23:33           | 18     | 58:18           | 17     | 33:59        | 1:57:16     | 13      |

### Volleybal

#### Beachvolleybal
| atleten                    | onderdeel | eerste ronde                     | eerste ronde                      | eerste ronde                    | eerste ronde | tussenronde          | achtste finale                  | kwartfinale          | halve finale         | finale / BM          | finale / BM    |
| atleten                    | onderdeel | tegenstander uitslag             | tegenstander uitslag              | tegenstander uitslag            | stand        | tegenstander uitslag | tegenstander uitslag            | tegenstander uitslag | tegenstander uitslag | tegenstander uitslag | rang           |
| -------------------------- | --------- | -------------------------------- | --------------------------------- | ------------------------------- | ------------ | -------------------- | ------------------------------- | -------------------- | -------------------- | -------------------- | -------------- |
| Michał Bryl Bartosz Łosiak | mannen    | Hodges - Schubert W 21-16, 21-16 | Bassereau - Lyneel W 21-15, 21-18 | Ehlers - Wickler V 19-21, 15-21 | 2 Q          | bye                  | Gavira - Herrera V 20-22, 18-21 | niet geplaatst       | niet geplaatst       | niet geplaatst       | niet geplaatst |

#### Mannenteam
| Atleten | Discipline | Resultaat | Prestatie |
| --- | ---------- | --------- | --------- |
| Mateusz Bieniek Tomasz Fornal Marcin Janusz Norbert Huber Łukasz Kaczmarek Bartosz Kurek Jakub Kochanowski Wilfredo León Grzegorz Łomacz Kamil Semeniuk Aleksander Śliwka Paweł Zatorski | mannen     |           | zie onder |

Reserve: Bartłomiej Bołądź - Mateusz Bieniek
| # | Ploeg    | Punten | Wedstrijden | Wedstrijden | Wedstrijden | Sets | Sets | Sets  |
| # | Ploeg    | Punten | G           | W           | V           | W    | V    | Ratio |
| - | -------- | ------ | ----------- | ----------- | ----------- | ---- | ---- | ----- |
| 1 | Italië   | 9      | 3           | 3           | 0           | 9    | 2    | +7    |
| 2 | Polen    | 5      | 3           | 2           | 1           | 7    | 5    | +2    |
| 3 | Brazilië | 4      | 3           | 1           | 2           | 6    | 6    | 0     |
| 4 | Egypte   | 0      | 3           | 0           | 3           | 0    | 9    | -9    |

| Groepsfase      |                  |       |                                           |                                           |                  |  |  |
| 27 juli 2024    | 17:00            | Polen | 3 - 0 (25-21, 25-19, 25-13)               | Egypte                                    |                  |  |  |
| 30 juli 2024    | 09:00            | Polen | 3 - 2 (22-25, 25-19, 19-25, 25-23, 15-12) | Brazilië                                  |                  |  |  |
| 3 augustus 2024 | 17:00            | Polen | 1 - 3 (15-25, 18-25, 26-24, 20-25)        | Italië                                    |                  |  |  |
|                 |                  |       |                                           |                                           |                  |  |  |
| Kwartfinale     | 5 augustus 2024  | 09:00 | Slovenië                                  | 1 - 3 (20-25, 26-24, 19-25, 20-25)        | Polen            |  |  |
|                 |                  |       |                                           |                                           |                  |  |  |
| Halve finale    | 7 augustus 2024  | 16:00 | Polen                                     | 3 - 2 (25-23, 25-27, 14-25, 25-23, 15-13) | Verenigde Staten |  |  |
|                 |                  |       |                                           |                                           |                  |  |  |
| Finale          | 10 augustus 2024 | 13:00 | Frankrijk                                 |                                           | Polen            |  |  |

#### Vrouwenteam
| Atleten | Discipline | Resultaat   | Prestatie |
| --- | ---------- | ----------- | --------- |
| Klaudia Alagierska Martyna Czyrniańska Magdalena Jurczyk Agnieszka Korneluk Martyna Łukasik Natalia Mędrzyk Malwina Smarzek Maria Stenzel Magdalena Stysiakbr/>Aleksandra Szczygłowska Katarzyna Wenerska Joanna Wołosz | vrouwen    | kwartfinale | zie onder |

| # | Ploeg    | Punten | Wedstrijden | Wedstrijden | Wedstrijden | Sets | Sets | Sets  |
| # | Ploeg    | Punten | G           | W           | V           | W    | V    | Ratio |
| - | -------- | ------ | ----------- | ----------- | ----------- | ---- | ---- | ----- |
| 1 | Brazilië | 9      | 3           | 3           | 0           | 9    | 0    | +9    |
| 2 | Polen    | 6      | 3           | 2           | 1           | 6    | 4    | +2    |
| 3 | Japan    | 3      | 3           | 1           | 2           | 4    | 6    | -2    |
| 4 | Kenia    | 0      | 3           | 0           | 3           | 0    | 9    | -9    |

| Groepsfase      |                 |                |                                    |                             |                |                |                |
| 28 juli 2024    | 13:00           | Polen          | 3 - 1 (20-25, 25-22, 25-23, 28-26) | Japan                       |                |                |                |
| 31 juli 2024    | 21:00           | Polen          | 3 - 0 (25-14, 25-17, 25-15         | Kenia                       |                |                |                |
| 4 augustus 2024 | 21:00           | Brazilië       | 3 - 0 (25-21, 38-36, 25-14)        | Polen                       |                |                |                |
|                 |                 |                |                                    |                             |                |                |                |
| Kwartfinale     | 6 augustus 2024 | 17:00          | Verenigde Staten                   | 3 - 0 (25-22, 25-14, 25-20) | Polen          |                |                |
|                 |                 |                |                                    |                             |                |                |                |
| Halve finale    | niet geplaatst  | niet geplaatst | niet geplaatst                     | niet geplaatst              | niet geplaatst | niet geplaatst | niet geplaatst |
|                 |                 |                |                                    |                             |                |                |                |
| Finale          | niet geplaatst  | niet geplaatst | niet geplaatst                     | niet geplaatst              | niet geplaatst | niet geplaatst | niet geplaatst |

### Wielersport

#### Baanwielrennen
Keirin
| atleet           | onderdeel        | ronde 1 | herkansing | kwartfinale | halve finale | finale |
| atleet           | onderdeel        | rang    | rang       | rang        | rang         | rang   |
| ---------------- | ---------------- | ------- | ---------- | ----------- | ------------ | ------ |
| Mateusz Rudyk    | keirin (mannen)  |         |            |             |              |        |
| Marlena Karwacka | keirin (vrouwen) |         |            |             |              |        |
| Urszula Łoś      | keirin (vrouwen) |         |            |             |              |        |

Koppelkoers
| atleet                         | onderdeel             | punten | rondes | rang |
| ------------------------------ | --------------------- | ------ | ------ | ---- |
| Daria Pikulik Wiktoria Pikulik | koppelkoers (vrouwen) |        |        |      |

Omnium
| atleet        | onderdeel        | scratchrace | scratchrace | temporace | temporace | afvalrace | afvalrace | puntenrace | puntenrace | totaal punten | rang |
| atleet        | onderdeel        | rang        | punten      | rang      | punten    | rang      | punten    | rang       | punten     | totaal punten | rang |
| ------------- | ---------------- | ----------- | ----------- | --------- | --------- | --------- | --------- | ---------- | ---------- | ------------- | ---- |
| Alan Banaszek | omnium (mannen)  |             |             |           |           |           |           |            |            |               |      |
| Daria Pikulik | omnium (vrouwen) |             |             |           |           |           |           |            |            |               |      |

Sprint
| atleet           | onderdeel        | kwalificaties | kwalificaties | ronde 1              | herkansing 1         | ronde 2              | herkansing 2         | ronde 3              | herkansing 3         | kwartfinale          | halve finale         | finale/BM            | finale/BM |
| atleet           | onderdeel        | tijd          | rang          | tegenstander uitslag | tegenstander uitslag | tegenstander uitslag | tegenstander uitslag | tegenstander uitslag | tegenstander uitslag | tegenstander uitslag | tegenstander uitslag | tegenstander uitslag | rang      |
| ---------------- | ---------------- | ------------- | ------------- | -------------------- | -------------------- | -------------------- | -------------------- | -------------------- | -------------------- | -------------------- | -------------------- | -------------------- | --------- |
| Mateusz Rudyk    | sprint (mannen)  |               |               |                      |                      |                      |                      |                      |                      |                      |                      |                      |           |
| Marlena Karwacka | sprint (vrouwen) |               |               |                      |                      |                      |                      |                      |                      |                      |                      |                      |           |
| Nikola Sibiak    | sprint (vrouwen) |               |               |                      |                      |                      |                      |                      |                      |                      |                      |                      |           |

Teamsprint
| atleet                                     | onderdeel            | kwalificatie | kwalificatie | halve finale      | halve finale | finale            | finale |
| atleet                                     | onderdeel            | tijd         | rang         | tegenstander tijd | rang         | tegenstander tijd | rang   |
| ------------------------------------------ | -------------------- | ------------ | ------------ | ----------------- | ------------ | ----------------- | ------ |
| Marlena Karwacka Urszula Łoś Nikola Sibiak | teamsprint (vrouwen) |              |              |                   |              |                   |        |

#### Mountainbiken
| atleet                 | onderdeel               | tijd    | rang |
| ---------------------- | ----------------------- | ------- | ---- |
| Krzysztof Łukasik      | cross-country (mannen)  | 1:33:55 | 27   |
| Pauline Ferrand-Prevot | cross-country (vrouwen) | -2LAP   | 27   |

#### Wegwielrennen
Mannen
| atleet                | onderdeel    | tijd     | rang |
| --------------------- | ------------ | -------- | ---- |
| Stanisław Aniołkowski | wegwedstrijd | 6:38:03  | 61   |
| Michał Kwiatkowski    | tijdrit      | 38:49.60 | 23   |

Vrouwen
| atleet                   | onderdeel    | tijd     | rang |
| ------------------------ | ------------ | -------- | ---- |
| Marta Lach               | wegwedstrijd | 4:02:50  | 10   |
| Marta Lach               | tijdrit      | 43:03.43 | 18   |
| Katarzyna Niewiadoma     | wegwedstrijd | 4:02:07  | 8    |
| Agnieszka Skalniak-Sójka | wegwedstrijd | 4:07:16  | 45   |
| Agnieszka Skalniak-Sójka | tijdrit      | 42:24.62 | 12   |

### Worstelen

#### Grieks-Romeinse stijl
Mannen
| atleet             | onderdeel | eerste ronde         | kwartfinale          | halve finale         | herkansing           | finale / BM          | finale / BM |
| atleet             | onderdeel | tegenstander uitslag | tegenstander uitslag | tegenstander uitslag | tegenstander uitslag | tegenstander uitslag | rang        |
| ------------------ | --------- | -------------------- | -------------------- | -------------------- | -------------------- | -------------------- | ----------- |
| Arkadiusz Kułynycz | −87 kg    | Cengiz W 3 - 1PP     | Mohmadi V 1 - 4SP    | niet geplaatst       | Muñoz                |                      |             |

#### Vrije stijl
Mannen
| atlete              | onderdeel | eerste ronde         | kwartfinale          | halve finale         | herkansing           | finale / BM          | finale / BM |
| atlete              | onderdeel | tegenstander uitslag | tegenstander uitslag | tegenstander uitslag | tegenstander uitslag | tegenstander uitslag | rang        |
| ------------------- | --------- | -------------------- | -------------------- | -------------------- | -------------------- | -------------------- | ----------- |
| Zbigniew Baranowski | −97 kg    |                      |                      |                      |                      |                      |             |
| Robert Baran        | −125 kg   |                      |                      |                      |                      |                      |             |

Vrouwen
| atlete          | onderdeel | eerste ronde         | kwartfinale          | halve finale         | herkansing           | finale / BM          | finale / BM    |
| atlete          | onderdeel | tegenstander uitslag | tegenstander uitslag | tegenstander uitslag | tegenstander uitslag | tegenstander uitslag | rang           |
| --------------- | --------- | -------------------- | -------------------- | -------------------- | -------------------- | -------------------- | -------------- |
| Anhelina Łysak  | −57 kg    | Hrushyna             |                      |                      |                      |                      |                |
| Wiktoria Chołuj | −68 kg    | Cengiz W 3 - 1PP     | Elor V 0 - 3PO       | niet geplaatst       | Tosun V 1 - 3PP      | niet geplaatst       | niet geplaatst |

### Zeilen
Mannen
| atleet               | onderdeel    | voorrondes | voorrondes | voorrondes | voorrondes | voorrondes | voorrondes | voorrondes | voorrondes | voorrondes | voorrondes | voorrondes | voorrondes | voorrondes | voorrondes  | voorrondes  | voorrondes  | voorrondes  | voorrondes  | voorrondes  | voorrondes  | voorrondes | voorrondes | KF     | halve finale | halve finale | halve finale | halve finale | halve finale | halve finale | halve finale | halve finale | finale | finale | finale | finale | finale | finale | finale | finale |
| atleet               | onderdeel    | 1          | 2          | 3          | 4          | 5          | 6          | 7          | 8          | 9          | 10         | 11         | 12         | 13         | 14          | 15          | 16          | 17          | 18          | 19          | 20          | tot.       | rang       | rang   | 1            | 2            | 3            | 4            | 5            | 6            | tot.         | rang         | 1      | 2      | 3      | 4      | 5      | 6      | tot.   | rang   |
| -------------------- | ------------ | ---------- | ---------- | ---------- | ---------- | ---------- | ---------- | ---------- | ---------- | ---------- | ---------- | ---------- | ---------- | ---------- | ----------- | ----------- | ----------- | ----------- | ----------- | ----------- | ----------- | ---------- | ---------- | ------ | ------------ | ------------ | ------------ | ------------ | ------------ | ------------ | ------------ | ------------ | ------ | ------ | ------ | ------ | ------ | ------ | ------ | ------ |
| Maksymilian Żakowski | Formula Kite | DSQ        | 11         | 14         | 15         | 11         | 14         | 10         |            |            |            |            |            |            |             |             |             | n.v.t.      | n.v.t.      | n.v.t.      | n.v.t.      |            |            | n.v.t. |              |              |              |              |              |              |              |              |        |        |        |        |        |        |        |        |
| Paweł Tarnowski      | IQFoil       | 12         | 3          | 6          | 2          | 9          | 2          | 5          | 5          | 10         | 10         | 3          | 11         | 23         | geannuleerd | geannuleerd | geannuleerd | geannuleerd | geannuleerd | geannuleerd | geannuleerd |            |            | 7      | n.v.t.       | n.v.t.       | n.v.t.       | n.v.t.       | n.v.t.       | n.v.t.       | n.v.t.       | NG           | n.v.t. | n.v.t. | n.v.t. | n.v.t. | n.v.t. | n.v.t. | n.v.t. | NG     |

| atleet                           | onderdeel | race | race | race | race | race | race | race | race | race        | race        | race   | race   | race | netto punten | eindnotering |
| atleet                           | onderdeel | 1    | 2    | 3    | 4    | 5    | 6    | 7    | 8    | 9           | 10          | 11     | 12     | M    | netto punten | eindnotering |
| -------------------------------- | --------- | ---- | ---- | ---- | ---- | ---- | ---- | ---- | ---- | ----------- | ----------- | ------ | ------ | ---- | ------------ | ------------ |
| Dominik Buksak Szymon Wierzbicki | 49er      | 10   | 8    | 6    | 1    | 18   | 14   | 8    | 1    | 13          | 8           | 5      | 7      | 5    | 93           | 5            |
| Michał Krasodomski               | ILCA 7    | 36   | 37   | 42   | 38   | 37   | 31   | 17   | 38   | geannuleerd | geannuleerd | n.v.t. | n.v.t. | 276  | 40           |              |

Vrouwen
| atleet            | onderdeel    | voorrondes | voorrondes | voorrondes | voorrondes | voorrondes | voorrondes | voorrondes | voorrondes | voorrondes | voorrondes | voorrondes | voorrondes | voorrondes | voorrondes | voorrondes  | voorrondes  | voorrondes  | voorrondes  | voorrondes  | voorrondes  | voorrondes | voorrondes | KF     | halve finale | halve finale | halve finale | halve finale | halve finale | halve finale | halve finale | halve finale | finale | finale | finale | finale | finale | finale | finale | finale |
| atleet            | onderdeel    | 1          | 2          | 3          | 4          | 5          | 6          | 7          | 8          | 9          | 10         | 11         | 12         | 13         | 14         | 15          | 16          | 17          | 18          | 19          | 20          | tot.       | rang       | rang   | 1            | 2            | 3            | 4            | 5            | 6            | tot.         | rang         | 1      | 2      | 3      | 4      | 5      | 6      | tot.   | rang   |
| ----------------- | ------------ | ---------- | ---------- | ---------- | ---------- | ---------- | ---------- | ---------- | ---------- | ---------- | ---------- | ---------- | ---------- | ---------- | ---------- | ----------- | ----------- | ----------- | ----------- | ----------- | ----------- | ---------- | ---------- | ------ | ------------ | ------------ | ------------ | ------------ | ------------ | ------------ | ------------ | ------------ | ------ | ------ | ------ | ------ | ------ | ------ | ------ | ------ |
| Julia Damasiewicz | Formula Kite | 6          | 8          | 11         | 7          | 11         | DNS        |            |            |            |            |            |            |            |            |             |             | n.v.t.      | n.v.t.      | n.v.t.      | n.v.t.      |            |            | n.v.t. |              |              |              |              |              |              |              |              |        |        |        |        |        |        |        |        |
| Maja Dziarnowska  | IQFoil       | 7          | 10         | 23         | 13         | 8          | 6          | 11         | 14         | 12         | DSQ        | 8          | 4          | 7          | 2          | geannuleerd | geannuleerd | geannuleerd | geannuleerd | geannuleerd | geannuleerd |            |            | 5      | n.v.t.       | n.v.t.       | n.v.t.       | n.v.t.       | n.v.t.       | n.v.t.       | n.v.t.       | NG           | n.v.t. | n.v.t. | n.v.t. | n.v.t. | n.v.t. | n.v.t. | n.v.t. | NG     |

| atlete                               | onderdeel | race | race | race | race | race | race | race | race | race | race        | race   | race   | race           | netto punten | eindnotering |
| atlete                               | onderdeel | 1    | 2    | 3    | 4    | 5    | 6    | 7    | 8    | 9    | 10          | 11     | 12     | M              | netto punten | eindnotering |
| ------------------------------------ | --------- | ---- | ---- | ---- | ---- | ---- | ---- | ---- | ---- | ---- | ----------- | ------ | ------ | -------------- | ------------ | ------------ |
| Sandra Jankowiak Aleksandra Melzacka | 49er FX   | 18   | 3    | 19   | 11   | 18   | 14   | 7    | RET  | 12   | RET         | 2      | 19     | niet geplaatst | 144          | 18           |
| Agata Barwińska                      | ILCA 6    | 34   | 12   | 30   | 20   | 6    | 19   | 2    | 20   | 11   | geannuleerd | n.v.t. | n.v.t. | niet geplaatst | 154          | 15           |

### Zwemmen
Mannen
| Atleet                                                                | Onderdeel          | Series   | Series | Halve finale   | Halve finale   | Finale         | Finale         |
| Atleet                                                                | Onderdeel          | Tijd     | Rang   | Tijd           | Rang           | Tijd           | Rang           |
| --------------------------------------------------------------------- | ------------------ | -------- | ------ | -------------- | -------------- | -------------- | -------------- |
| Piotr Ludwiczak                                                       | 50 m vrije slag    | 22,34    | 35     | Niet geplaatst | Niet geplaatst | Niet geplaatst | Niet geplaatst |
| Jakub Majerski                                                        | 100 m vrije slag   | 49,44    | 36     | Niet geplaatst | Niet geplaatst | Niet geplaatst | Niet geplaatst |
| Jakub Majerski                                                        | 100 m vlinderslag  | 51.18    | 9 Q    | 51.37          | 11             | niet geplaatst | niet geplaatst |
| Michał Chmielewski                                                    | 200 m vlinderslag  | 1:55.28  | 7 Q    | 1:54.64        | 9              | niet geplaatst | niet geplaatst |
| Krzysztof Chmielewski                                                 | 200 m vlinderslag  | 1:55.42  | 9 Q    | 1:54.28        | 6 Q            | 1:53.90        | 4              |
| Krzysztof Chmielewski                                                 | 1500 m vrije slag  | 15.04,99 | 16     | n.v.t.         | n.v.t.         | Niet geplaatst | Niet geplaatst |
| Ksawery Masiuk                                                        | 100 m rugslag      | 53,08    | 5 Q    | 53,44          | 12             | Niet geplaatst | Niet geplaatst |
| Ksawery Masiuk                                                        | 200 m rugslag      | 1.58,01  | 17     | Niet geplaatst | Niet geplaatst | Niet geplaatst | Niet geplaatst |
| Jan Kałusowski                                                        | 100 m schoolslag   | 1.00,40  | 22     | Niet geplaatst | Niet geplaatst | Niet geplaatst | Niet geplaatst |
| Jan Kałusowski                                                        | 200 m rugslag      | 2.11,87  | 20     | Niet geplaatst | Niet geplaatst | Niet geplaatst | Niet geplaatst |
| Mateusz Chowaniec Dominik Dudys Bartosz Piszczorowicz Kamil Sieradzki | 4x100 m vrije slag | 3:14.94  | 13     | n.v.t.         | n.v.t.         | niet geplaatst | niet geplaatst |
| Ksawery Masiuk Jan Kałusowski Jakub Majerski Bartosz Piszczorowicz    | 4x100 m wisselslag | 3:33.70  | 10     | n.v.t.         | n.v.t.         | niet geplaatst | niet geplaatst |
| Piotr Woźniak                                                         | 10km open water    | n.v.t.   | n.v.t. | n.v.t.         | n.v.t.         |                |                |

Vrouwen
| atleet                                                               | onderdeel          | series  | series | halve finale   | halve finale   | finale         | finale         |
| atleet                                                               | onderdeel          | tijd    | rang   | tijd           | rang           | tijd           | rang           |
| -------------------------------------------------------------------- | ------------------ | ------- | ------ | -------------- | -------------- | -------------- | -------------- |
| Katarzyna Wasick                                                     | 50 m vrije slag    | 24.27   | 2 Q    | 24.23          | 3 Q            | 24.33          | 5              |
| Kornelia Fiedkiewicz                                                 | 50 m vrije slag    | 24.94   | 20     | niet geplaatst | niet geplaatst | niet geplaatst | niet geplaatst |
| Kornelia Fiedkiewicz                                                 | 100 m vrije slag   | 55.25   | 20     | niet geplaatst | niet geplaatst | niet geplaatst | niet geplaatst |
| Adela Piskorska                                                      | 100 m rugslag      | 1:00.47 | 17     | niet geplaatst | niet geplaatst | niet geplaatst | niet geplaatst |
| Adela Piskorska                                                      | 200 m rugslag      | 2:13.39 | 24     | niet geplaatst | niet geplaatst | niet geplaatst | niet geplaatst |
| Laura Bernat                                                         | 200 m rugslag      | 2:14.57 | 25     | niet geplaatst | niet geplaatst | niet geplaatst | niet geplaatst |
| Dominika Sztandera                                                   | 100 m schoolslag   | 1:07.22 | 21     | niet geplaatst | niet geplaatst | niet geplaatst | niet geplaatst |
| Zuzanna Famulok Kornelia Fiedkiewicz Julia Maik Katarzyna Wasick     | 4x100 m vrije slag | 3:40.67 | 13     | n.v.t.         | n.v.t.         | niet geplaatst | niet geplaatst |
| Adela Piskorska Dominika Sztandera Paulina Peda Kornelia Fiedkiewicz | 4x100 m wisselslag | 4:00.94 | 12     | n.v.t.         | n.v.t.         | niet geplaatst | niet geplaatst |

Gemengd
| atleet                                                                     | onderdeel          | series  | series | halve finale | halve finale | finale         | finale         |
| atleet                                                                     | onderdeel          | tijd    | rang   | tijd         | rang         | tijd           | rang           |
| -------------------------------------------------------------------------- | ------------------ | ------- | ------ | ------------ | ------------ | -------------- | -------------- |
| Kacper Stokowski Dominika Sztandera Adrian Jaśkiewicz Kornelia Fiedkiewicz | 4x100 m wisselslag | 3:48.19 | 14     | n.v.t.       | n.v.t.       | niet geplaatst | niet geplaatst |